# Tracy 168
Tracy 168, pseudonimo di Michael Tracy (New York, 14 febbraio 1958 – 3 settembre 2023), è stato un writer statunitense.

## Biografia
Pioniere del genere, Tracy comincia l'attività nell'ambito dei graffiti nei tardi anni sessanta, continuando nonostante l'arrivo di nuove generazioni e diventando un'ispirazione per i giovani writer.
Nella storia del writing, oltre ad aver realizzato i primi Whole Car, facendoli diventare un must per le nuove generazioni, ha coniato per primo il termine Wild Style, utilizzato per indicare una forma intricata di graffiti.